# Nas & Ill Will Records Presents QB's Finest
Nas & Ill Will Records Presents QB's Finest, meglio nota semplicemente come QB's Finest, è una compilation del rapper statunitense Nas, pubblicata il 21 novembre del 2000 sotto la sua nuova etichetta, la Ill Will Records, sotto-etichetta della Columbia.
Nas riunisce nell'album diversi rapper provenienti dal Queensbridge inclusi i Mobb Deep, Nature, Nashawn, Littles, Bravehearts e Cormega, che si riappacifica con Nas dopo la lunga faida nata ai tempi di The Firm, quando sembra che Nas abbia voluto sostituirlo con Nature.
In Takeover di Jay-Z, il rapper fa riferimento a Oochie Wally, mentre Da Bridge 2001 è un dissing di Nas nei confronti della Roc-A-Fella.
Matt Conaway recensisce l'album per Allmusic con 2/5 stelle, scrivendo: «[...] dopo tutto, il famigerato quartiere del Queens ha fornito una distinta lista di MC e produttori influenti [...] eppure, eccetto alcuni momenti cruciali - il freestyle di Prodigy e il colloquiale Fire di Nature - non c'è molto a cui aggrapparsi con QB Finest.».
| Recensione    | Giudizio    |
| ------------- | ----------- |
| AllMusic      | [ 1 ]       |
| RapReviews    | [ 2 ]       |
| The A.V. Club | sfavorevole |

## Tracce
1. Intro/Da Bridge 2001 (featuring Bravehearts, Capone, Cormega, MC Shan, Marley Marl, Millennium Thug, Mobb Deep, Nas, Nature, Tragedy Khadafi) – 6:35 (musica: L.E.S.)
2. We Live This (featuring Big Noyd, Havoc & Roxanne Shanté) – 4:08 (musica: Havoc)
3. Real Niggas (featuring Nas, Ruc) – 4:39 (musica: L.E.S.)
4. Find Ya Wealth (featuring Nas) – 3:40 (musica: L.E.S.)
5. Straight Outta Q.B. (featuring Cormega, Jungle, Blaq Poet) – 3:55 (musica: L.E.S.)
6. Oochie Wally (featuring Bravehearts & Nas) – 4:00 (musica: Ez Elpee)
7. Our Way (featuring Capone-N-Noreaga, Iman Thug) – 4:47 (musica: Scott Storch)
8. Fire (featuring Nature) – 3:39 (musica: L.E.S.)
9. Power Rap (Freestyle Interlude) (featuring Prodigy) – 2:30 (musica: Havoc)
10. Street Glory (featuring Nas & Pop) – 3:30 (musica: L.E.S.)
11. We Break Bread (Chaos, Craig G., Littles, Lord Black) – 4:43 (musica: L.E.S.)
12. Money (featuring Mr. Challish) – 3:15 (musica: The Alchemist)
13. Self Conscience (featuring Nas & Prodigy) – 3:15 (musica: Jugrnaut, Mike "Trauma" D)
14. Die 4 (featuring Infamous Mobb) – 4:01 (musica: Plain Truth)
15. Kids in Da PJ's (featuring Bravehearts, Millennium Thug & Nas) – 4:35 (musica: Infinite Arkatechz)
16. Teenage Thug (featuring Millennium Thug & Nas) – 4:02 (musica: Al West)

## Classifiche

### Classifiche settimanali
| Classifica (2001)         | Posizione massima |
| ------------------------- | ----------------- |
| Stati Uniti               | 53                |
| US Top R&B/Hip-Hop Albums | 10                |

### Classifiche di fine anno
| Classifica (2001)         | Posizione massima |
| ------------------------- | ----------------- |
| Stati Uniti               | 166               |
| US Top R&B/Hip-Hop Albums | 55                |